# Бокотово
Бокотово — деревня в Грязовецком районе Вологодской области.
Входит в состав Юровского муниципального образования, с точки зрения административно-территориального деления — в Минькинский сельсовет.
Расстояние до районного центра Грязовца по автодороге — 33 км, до центра муниципального образования Юрово по прямой — 8 км. Ближайшие населённые пункты — Балагурово, Назарка, Панфилово.
По переписи 2002 года население — 11 человек.